# فيراري إف إف
فيراري إف إف (بالإنجليزية: Ferrari FF)‏ هي سيارة سياحية كبيرة تم إنتاجها من قبل شركة فيراري.

## لمحة
قدمتها شركة تصنيع السيارات الإيطالية فيراري في 1 مارس 2011 في معرض جنيف للسيارات باعتبارها خليفة لـ فيراري 612 سكاجليتي. وهو أول طراز دفع رباعي من إنتاج فيراري.
تبلغ سرعة السيارة القصوى 335 كيلومتر في الساعة (208 ميل/س) وتتسارع من 0 إلى 100 كيلومتر في الساعة (62 ميل/س) في 3.7 ثانية. وكانت أسرع سيارة ذات أربعة مقاعد في العالم عند إطلاقها للجمهور.
تم إنتاج 800 وحدة خلال السنة الأولى.

## وصلة خارجية
- Official Ferrari FF Website